# Neomaenas wallengenii
Neomaenas wallengenii är en fjärilsart som beskrevs av Butler 1881. Neomaenas wallengenii ingår i släktet Neomaenas och familjen praktfjärilar. Inga underarter finns listade i Catalogue of Life.